# Футорка

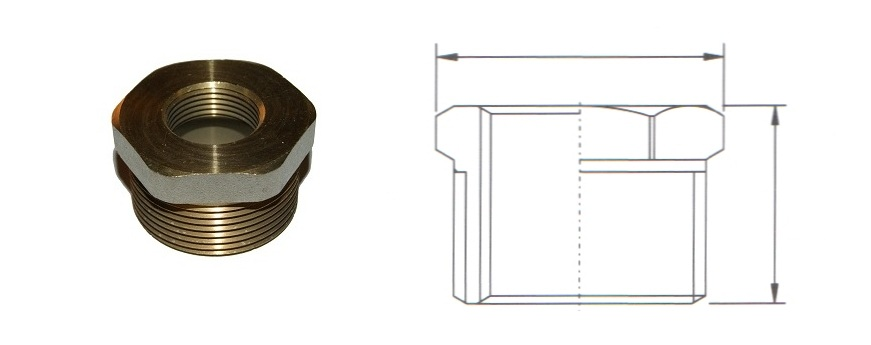
Внешний вид и чертёж футорки

Фу́торка — вид резьбового фитинга. Представляет собой гайку или втулку, имеющую наружную резьбу для соединения большего диаметра и внутреннюю резьбу для соединения меньшего диаметра.
Сферы применения футорок:
- В мебели — в качестве накладки на ключевую щель.
- Соединения труб различного диаметра.
- Замена повреждённой резьбы, путём сверления. В детали высверливается бо́льшее отверстие, нарезается новая резьба и ввинчивается футорка.
- Крепление колков.
- Крепление спаренных колёс на задних мостах у старых грузовиков, например ЗИЛ-130.